# Leucothoe tolkieni
Leucothoe tolkieni is een vlokreeftensoort uit de familie van de Leucothoidae. De wetenschappelijke naam van de soort is voor het eerst geldig gepubliceerd in 1990 door G. Vinogradov.